# Пол (филм)
Пол (енгл. Paul) је филмска комедија са елементима научне фантастике из 2011. године, у режији Грега Мотоле, по сценарију Сајмона Пега и Ника Фроста. Прати два заљубљеника у научну фантастику који наилазе на ванземаљца. Заједно помажу ванземаљцу да побегне од агената тајне службе који га прогоне како би се вратио у свој родни свет. Пародија је на друге научнофантастичне филмове, посебно оне Стивена Спилберга, као и на фандом научне фантастике.
Премијерно је приказан 7. фебруара 2011. године у Лондону, док је 14. фебруара пуштен у биоскопе у Уједињеном Краљевству, односно 18. марта у САД. Добио је углавном позитивне критике, те зарадио 98 милиона долара наспрам буџета од 40 милиона долара.

## Радња
Сајмон Пег и Ник Фрост поново су ујединити снаге у новој авантуристичкој комедији Пол као двојица залуђеника за научну фантастику које ће ходочашће довести у срце америчког НЛО поднебља. Тамо ће случајно упознати ванземаљца који ће их повести на сулудо пропутовање које ће заувек променити њихов свет.

## Улоге
| Глумац          | Улога           |
| --------------- | --------------- |
| Сајмон Пег      | Грејем Вили     |
| Ник Фрост       | Клајв Голинс    |
| Сет Роген       | Пол             |
| Џејсон Бејтман  | Лорензо Зојл    |
| Кристен Виг     | Рут Багс        |
| Бил Хејдер      | агент Хагард    |
| Блајт Данер     | Тара Волтон     |
| Џо Ло Труљо     | агент О’Рајли   |
| Џон Керол Линч  | Мозиз Баг       |
| Џејн Линч       | Пат Стивенс     |
| Дејвид Кохнер   | Гас             |
| Џеси Племонс    | Џејк            |
| Сигорни Вивер   | велики човек    |
| Сид Мастерс     | себе            |
| Џефри Тамбор    | Адам Шадоучајлд |
| Стивен Спилберг | себе            |